# Norfolk-Island-Nationalpark
Der Norfolk-Island-Nationalpark (englisch Norfolk Island National Park) ist ein 650 Hektar großer Nationalpark auf der zu Australien gehörenden Norfolkinsel sowie auf der benachbarten Phillipinsel. Die Inseln liegen etwa 1700 Kilometer östlich von Sydney und 1100 Kilometer nordwestlich von Auckland, Neuseeland.
Von der Gesamtfläche des Nationalparks befinden sich 460 Hektar im Norden der Norfolkinsel (die Mount Pitt Section). Weitere 190 Hektar liegen auf der Phillipinsel.  Oberhalb der Nordküste der Norfolkinsel gelegen ist das Captain-Cook-Denkmal, das an die Landung des Seefahrers im Jahr 1774 erinnert.
Der Nationalpark wurde im Jahr 1986 eingerichtet.

## Flora
Die Flora umfasst 182 einheimische Pflanzenarten, von denen ungefähr 40 für Norfolkinsel und Phillipinsel endemisch sind. Der Nationalpark ist ein wichtiges Refugium für die 46 gefährdeten Pflanzenarten der Insel und beinhaltet die Hauptpopulationen der 15 vom Aussterben bedrohten Arten.

## Fauna
Besonders in der warmen Jahreszeit lassen sich im Nationalpark Meeresvogelarten wie Keilschwanz-Sturmtaucher und Kleiner Sturmtaucher, Maskentölpel, Rotschwanz-Tropikvogel, Rußseeschwalbe, Weißkappennoddi, Feenseeschwalbe sowie Binden- und Arielfregattvogel beobachten, zum Teil in großer Zahl.
Wegen der Entfernung vom Festland zählen nur zwei Fledermausarten zur natürlichen Land-Säugetierfauna,  Chalinolobus gouldii und Mormopterus norfolkensis. Letztere konnte in jüngerer Zeit auf der Norfolkinsel nicht mehr gesichtet werden. Einige Arten wie Ratten und Hauskatzen wurden von den Siedlern eingeschleppt und müssen nun zur Vermeidung von Schäden bekämpft werden. Die Reptilien sind mit zwei einheimischen, für die Inseln der Tasmansee endemischen Arten vertreten, dem Skink Oligosoma lichenigera und dem Gecko Christinus guentheri. Beide Arten sind auf der Norfolkinsel ausgestorben und kommen nur noch auf der Phillipinsel vor. An mehreren Orten auf der Norfolkinsel wurde der Asiatische Hausgecko als eingeführte Art gesichtet.